# Saturn Award per il miglior film fantasy
Il Saturn Award per il miglior film fantasy (Best Fantasy Film) è un premio assegnato annualmente nel corso dei Saturn Awards dal 1975 ad oggi.

## Vincitori

### Anni 1970
- 1975
  - Il viaggio fantastico di Sinbad (The Golden Voyage of Sinbad), regia di Gordon Hessler
- 1976
  - Doc Savage, l'uomo di bronzo (Doc Savage: The Man of Bronze), regia di Michael Anderson
- 1977
  - Cari amici miei... (Les Gaspards), regia di Pierre Tchernia
  - Centro della Terra: continente sconosciuto (At the Earth's Core), regia di Kevin Connor
  - Il giardino della felicità (The Blue Bird), regia di George Cukor
  - Piccoli Gangsters (Bugsy Malone), regia di Alan Parker
  - Sherlock Holmes - Soluzione settepercento (The Seven-Per-Cent Solution), regia di Herbert Ross
- 1978
  - Bentornato Dio! (Oh, God!), regia di Carl Reiner
  - Elliott, il drago invisibile (Pete's Dragon),regia di Don Chaffey
  - Sinbad e l'occhio della tigre (Sinbad and the Eye of the Tiger), regia di Sam Wanamaker
  - La scarpetta e la rosa (The Slipper and the Rose - The Story of Cinderella), regia di Bryan Forbes
  - Wizards, regia di Ralph Bakshi
- 1979
  - Il paradiso può attendere (Heaven Can Wait), regia di Warren Beatty e Buck Henry
  - Il Signore degli Anelli (The Lord of the Rings), regia di Ralph Bakshi
  - La meravigliosa visita (La merveilleuse visite), regia di Marcel Carné
  - La collina dei conigli (Watership Down), regia di Martin Rosen
  - I'm Magic (The Wiz), regia di Sidney Lumet

### Anni 1980
- 1980
  - Ecco il film dei Muppet (The Muppet Movie), regia di James Frawley
  - Nick Carter quel pazzo di detective americano (Adéla ještě nevečeřela), regia di Oldřich Lipský
  - Avventura araba (Arabian Adventure), regia di Kevin Connor
  - L'ultima onda (The Last Wave), regia di Peter Weir
  - Nutcracker Fantasy (くるみ割り人形), regia di Takeo Nakamura
- 1981
  - Ovunque nel tempo (Somewhere in Time), regia di Jeannot Szwarc
  - Laguna blu (The Blue Lagoon), regia di Randal Kleiser
  - La nona configurazione (The Ninth Configuration), regia di William Peter Blatty
  - Oh, God! Book II, regia di Gilbert Cates
  - Popeye - Braccio di Ferro (Popeye), regia di Robert Altman
- 1982
  - I predatori dell'arca perduta (Raiders of the Lost Ark), regia di Steven Spielberg
  - Scontro di titani (Clash of the Titans), regia di Desmond Davis
  - Il drago del lago di fuoco (Dragonslayer), regia di Matthew Robbins
  - Excalibur, regia di John Boorman
  - Red e Toby nemiciamici (The Fox and the Hound), regia di Art Stevens, Ted Berman e Richard Rich
- 1983
  - Dark Crystal (The Dark Crystal), regia di Jim Henson e Frank Oz
  - Conan il barbaro (Conan the Barbarian), regia di John Milius
  - Brisby e il segreto di NIMH (The Secret of NIMH), regia di Don Bluth
  - La spada a tre lame (The Sword and the Sorcerer), regia di Albert Pyun
  - Zapped! - Il college più sballato d'America (Zapped!), regia di Robert J. Rosenthal
- 1984
  - Qualcosa di sinistro sta per accadere (Something Wicked This Way Comes), regia di Jack Clayton
  - Avventurieri ai confini del mondo (High Road to China), regia di Brian G. Hutton
  - Krull, regia di Peter Yates
  - Mai dire mai (Never Say Never Again), regia di Irvin Kershner
  - Octopussy - Operazione piovra (Octopussy), regia di John Glen
- 1985
  - Ghostbusters - Acchiappafantasmi (Ghostbusters), regia di Ivan Reitman
  - Greystoke - La leggenda di Tarzan, il signore delle scimmie (Greystoke: The Legend of Tarzan, Lord of the Apes), regia di Hugh Hudson
  - Indiana Jones e il tempio maledetto (Indiana Jones and the Temple of Doom), regia di Steven Spielberg
  - La storia infinita (The NeverEnding Story), regia di Wolfgang Petersen
  - Splash - Una sirena a Manhattan (Splash), regia di Ron Howard
- 1986
  - Ladyhawke, regia di Richard Donner
  - Il mio nome è Remo Williams (Remo Williams: the Adventure Begins), regia di Guy Hamilton
  - Nel fantastico mondo di Oz (Return to Oz), regia di Walter Murch
  - La rosa purpurea del Cairo (The Purple Rose of Cairo), regia di Woody Allen
  - Piramide di paura (Young Sherlock Holmes), regia di Barry Levinson
- 1987
  - Il ragazzo che sapeva volare (The Boy Who Could Fly), regia di Nick Castle
  - Fievel sbarca in America (An American Tail), regia di Don Bluth
  - Mr. Crocodile Dundee ("Crocodile" Dundee), regia di Peter Faiman
  - Il bambino d'oro (The Golden Child), regia di Michael Ritchie
  - Labyrinth - Dove tutto è possibile (Labyrinth), regia di Jim Henson
- 1988
  - La storia fantastica (The Princess Bride), regia di Rob Reiner
  - Miracolo sull'8ª strada (*batteries not included), regia di Matthew Robbins
  - Appuntamento con un angelo (Date with an Angel), regia di Tom McLoughlin
  - Bigfoot e i suoi amici (Harry and the Hendersons), regia di John Glen
  - 007 - Zona pericolo (The Living Daylights), regia di John Glen
  - Le streghe di Eastwick (The Witches of Eastwick), regia di George Miller

### Anni 1990
- 1990
  - Chi ha incastrato Roger Rabbit (Who Framed Roger Rabbit), regia di Robert Zemeckis
  - Big, regia di Penny Marshall
  - Alla ricerca della Valle Incantata (The Land Before Time), regia di Don Bluth
  - S.O.S. fantasmi (Scrooged), regia di Richard Donner
  - Willow, regia di Ron Howard
  - Senza indizio (Without a Clue), regia di Thom Eberhardt
- 1991
  - Ghost - Fantasma (Ghost), regia di Jerry Zucker
  - Le avventure del barone di Munchausen (The Adventures of Baron Munchausen), regia di Terry Gilliam
  - Always - Per sempre (Always), regia di Steven Spielberg
  - Batman, regia di Tim Burton
  - Dick Tracy, regia di Warren Beatty
  - L'uomo dei sogni (Field of Dreams), regia di Phil Alden Robinson
  - Gremlins 2 - La nuova stirpe (Gremlins 2: The New Batch), regia di Joe Dante
  - Indiana Jones e l'ultima crociata (Indiana Jones and the Last Crusade), regia di Steven Spielberg
  - Tartarughe Ninja alla riscossa (Teenage Mutant Ninja Turtles), regia di Steve Barron
- 1992
  - Edward mani di forbice (Edward Scissorhands), regia di Tim Burton
  - Prossima fermata: paradiso (Defending Your Life), regia di Albert Brooks
  - La leggenda del re pescatore (The Fisher King), regia di Terry Gilliam
  - Un agente segreto al liceo (If Looks Could Kill), regia di William Dear
  - Robin Hood - Principe dei ladri (Robin Hood: Prince of Thieves), regia di Kevin Reynolds
  - Warlock, regia di Steve Miner
- 1993
  - Aladdin, regia di Ron Clements e John Musker
  - La famiglia Addams (The Addams Family), regia di Barry Sonnenfeld
  - Batman - Il ritorno (Batman Returns), regia di Tim Burton
  - La bella e la bestia (Beauty and the Beast), regia di Gary Trousdale e Kirk Wise
  - La morte ti fa bella (Death Becomes Her), regia di Robert Zemeckis
  - Hook - Capitan Uncino (Hook), regia di Steven Spielberg
  - Toys - Giocattoli (Toys), regia di Barry Levinson
- 1994
  - Nightmare Before Christmas (The Nightmare Before Christmas), regia di Henry Selick
  - La famiglia Addams 2 (Addams Family Values), regia di Barry Sonnenfeld
  - Ricomincio da capo (Groundhog Day), regia di Harold Ramis
  - 4 fantasmi per un sogno (Heart and Souls), regia di Ron Underwood
  - Hocus Pocus, regia di Kenny Ortega
  - Last Action Hero - L'ultimo grande eroe (Last Action Hero), regia di John McTiernan
  - La recluta dell'anno (Rookie of the Year), regia di Daniel Stern
- 1995
  - Forrest Gump, regia di Robert Zemeckis
  - Angels (Angels in the Outfield), regia di William Dear
  - Ed Wood, regia di Tim Burton
  - I Flintstones (The Flintstones), regia di Brian Levant
  - Il re leone (The Lion King), regia di Roger Allers e Rob Minkoff
  - The Mask, regia di Chuck Russell
  - Santa Clause (The Santa Clause), regia di John Pasquin
- 1996
  - Babe - Maialino coraggioso (Babe), regia di Chris Noonan
  - Batman Forever, regia di Joel Schumacher.
  - Casper, regia di Brad Silberling
  - Fluke, regia di Carlo Carlei
  - La chiave magica (The Indian in the Cupboard), regia di Frank Oz
  - Jumanji, regia di Joe Johnston
  - Toy Story - Il mondo dei giocattoli (Toy Story), regia di John Lasseter
- 1997
  - Dragonheart, regia di Rob Cohen
  - Matilda 6 mitica (Matilda), regia di Danny DeVito
  - Le straordinarie avventure di Pinocchio (The Adventures of Pinocchio), regia di Steve Barron
  - Il gobbo di Notre Dame (The Hunchback of Notre Dame), regia di Gary Trousdale e Kirk Wise
  - James e la pesca gigante (James and the Giant Peach), regia di Henry Selick
  - Il professore matto (The Nutty Professor), regia di Tom Shadyac
  - Phenomenon, regia di Jon Turteltaub
- 1998
  - Austin Powers - Il controspione (Austin Powers: International Man of Mystery), regia di Jay Roach
  - Batman & Robin, regia di Joel Schumacher
  - George re della giungla...? (George of the Jungle), regia di Sam Weisman
  - Hercules, regia di Ron Clements e John Musker
  - Il mondo perduto - Jurassic Park (The Lost World: Jurassic Park), regia di Steven Spielberg
  - Un topolino sotto sfratto (Mouse Hunt), regia di Gore Verbinski
- 1999
  - The Truman Show, regia di Peter Weir
  - Babe va in città (Babe: Pig in the City), regia di George Miller
  - A Bug's Life - Megaminimondo (A Bug's Life), regia di John Lasseter
  - City of Angels - La città degli angeli (City of Angels), regia di Brad Silberling
  - Godzilla, regia di Roland Emmerich
  - Pleasantville, regia di Gary Ross

### Anni 2000
- 2000
  - Essere John Malkovich (Being John Malkovich), regia di Spike Jonze
  - Austin Powers - La spia che ci provava (Austin Powers: The Spy Who Shagged Me), regia di Jay Roach
  - La mummia (The Mummy), regia di Stephen Sommers
  - Stuart Little - Un topolino in gamba (Stuart Little), regia di Rob Minkoff
  - Tarzan, regia di Chris Buck e Kevin Lima
  - Toy Story 2 - Woody e Buzz alla riscossa (Toy Story 2), regia di John Lasseter
- 2001
  - Frequency - Il futuro è in ascolto (Frequency), regia di Gregory Hoblit
  - Galline in fuga (Chicken Run), regia di Peter Lord e Nick Park
  - Dinosauri (Dinosaur), regia di Ralph Zondag ed Eric Leighton
  - The Family Man, regia di Brett Ratner
  - Il Grinch (Dr. Seuss' How the Grinch Stole Christmas), regia di Ron Howard
  - What Women Want - Quello che le donne vogliono (What Women Want), regia di Nancy Meyers
- 2002
  - Il Signore degli Anelli - La Compagnia dell'Anello (Lord of the Rings: The Fellowship of the Ring), regia di Peter Jackson
  - Harry Potter e la pietra filosofale (Harry Potter and the Philosopher's Stone), regia di Chris Columbus
  - Monsters & Co. (Monsters, Inc.), regia di Pete Docter, Lee Unkrich e David Silverman
  - La mummia - Il ritorno (The Mummy Returns), regia di Stephen Sommers
  - Shrek, regia di Andrew Adamson e Vicky Jenson
  - Spy Kids, regia di Robert Rodriguez
- 2003
  - Il Signore degli Anelli - Le due torri (The Lord of the Rings: The Two Towers), regia di Peter Jackson
  - Harry Potter e la camera dei segreti (Harry Potter and the Chamber of Secrets), regia di Chris Columbus
  - Il regno del fuoco (Reign of Fire), regia di Rob Bowman
  - Che fine ha fatto Santa Clause? (The Santa Clause 2), regia di Michael Lembeck
  - Il Re Scorpione (The Scorpion King), regia di Chuck Russell
  - Spider-Man, regia di Sam Raimi
- 2004
  - Il Signore degli Anelli - Il ritorno del re (The Lord of the Rings: The Return of the King), regia di Peter Jackson
  - Big Fish - Le storie di una vita incredibile (Big Fish), regia di Tim Burton
  - Quel pazzo venerdì (Freaky Friday), regia di Mark Waters
  - La leggenda degli uomini straordinari (The League of Extraordinary Gentlemen), regia di Stephen Norrington
  - Peter Pan, regia di P. J. Hogan
  - La maledizione della prima luna (Pirates of the Caribbean: The Curse of the Black Pearl), regia di Gore Verbinski
- 2005
  - Spider-Man 2, regia di Sam Raimi
  - Birth - Io sono Sean (Birth), regia di Jonathan Glazer
  - Harry Potter e il prigioniero di Azkaban (Harry Potter and the Prisoner of Azkaban), regia di Alfonso Cuarón
  - Hellboy, regia di Guillermo del Toro
  - Lemony Snicket - Una serie di sfortunati eventi (Lemony Snicket's A Series of Unfortunate Events) , regia di Brad Silberling
  - La foresta dei pugnali volanti (十面埋伏), regia di Zhang Yimou
- 2006
  - Batman Begins, regia di Christopher Nolan
  - La fabbrica di cioccolato (Charlie and the Chocolate Factory), regia di Tim Burton
  - Le cronache di Narnia - Il leone, la strega e l'armadio (The Chronicles of Narnia: The Lion, the Witch and the Wardrobe), regia di Andrew Adamson
  - Harry Potter e il calice di fuoco (Harry Potter and the Goblet of Fire), regia di Mike Newell
  - King Kong, regia di Peter Jackson
  - Zathura - Un'avventura spaziale (Zathura - A Space Adventure), regia di Jon Favreau
- 2007
  - Superman Returns, regia di Bryan Singer
  - La tela di Carlotta (Charlotte's Web), regia di Gary Winick
  - Eragon, regia di Stefen Fangmeier
  - Una notte al museo (Night at the Museum), regia di Shawn Levy
  - Pirati dei Caraibi - La maledizione del forziere fantasma (Pirates of the Caribbean: Dead Man's Chest), regia di Gore Verbinski
  - Vero come la finzione (Stranger than Fiction), regia di Marc Forster
- 2008
  - Come d'incanto (Enchanted), regia di Kevin Lima
  - La bussola d'oro (The Golden Compass), regia di Chris Weitz
  - Harry Potter e l'Ordine della Fenice (Harry Potter and the Order of the Phoenix), regia di David Yates
  - Pirati dei Caraibi - Ai confini del mondo (Pirates of the Caribbean: At World's End), regia di Gore Verbinski
  - Spider-Man 3, regia di Sam Raimi
  - Stardust, regia di Matthew Vaughn
- 2009
  - Il curioso caso di Benjamin Button (The Curious Case of Benjamin Button), regia di David Fincher
  - Le cronache di Narnia - Il principe Caspian (The Chronicles of Narnia: Prince Caspian), regia di Andrew Adamson
  - Hancock, regia di Peter Berg
  - Spiderwick - Le cronache (The Spiderwick Chronicles), regia di Mark Waters
  - Twilight, regia di Catherine Hardwicke
  - Wanted - Scegli il tuo destino (Wanted), regia di Timur Bekmambetov

### Anni 2010
- 2010
  - Watchmen, regia di Zack Snyder
  - Harry Potter e il principe mezzosangue (Harry Potter and the Half-Blood Prince), regia di David Yates
  - Amabili resti (The Lovely Bones), regia di Peter Jackson
  - Un amore all'improvviso (The Time Traveler's Wife), regia di Robert Schwentke
  - Nel paese delle creature selvagge (Where the Wild Things Are), regia di Spike Jonze
- 2011
  - Alice in Wonderland, regia di Tim Burton
  - Le cronache di Narnia - Il viaggio del veliero (The Chronicles of Narnia: The Voyage of the Dawn Treader), regia di Michael Apted
  - Scontro tra titani (Clash of the Titans), regia di Louis Leterrier
  - Harry Potter e i Doni della Morte - Parte 1 (Harry Potter and the Deathly Hallows - Part 1), regia di David Yates
  - Scott Pilgrim vs. the World, regia di Edgar Wright
  - The Twilight Saga: Eclipse, regia di David Slade
- 2012
  - Harry Potter e i Doni della Morte - Parte 2 (Harry Potter and the Deathly Hallows - Part 2), regia di David Yates
  - Hugo Cabret (Hugo), regia di Martin Scorsese
  - Immortals, regia di Tarsem Singh Dhandwar
  - Midnight in Paris, regia di Woody Allen
  - I Muppet (The Muppets), regia di James Bobin
  - Thor, regia di Kenneth Branagh
- 2013
  - Vita di Pi (Life of Pi), regia di Ang Lee
  - The Amazing Spider-Man, regia di Marc Webb
  - Lo Hobbit - Un viaggio inaspettato (The Hobbit: An Unexpected Journey), regia di Peter Jackson
  - Ruby Sparks, regia di Jonathan Dayton e Valerie Faris
  - Biancaneve e il cacciatore (Snow White and the Huntsman), regia di Rupert Sanders
  - Ted, regia di Seth MacFarlane
- 2014
  - Lei (Her), regia di Spike Jonze
  - Questione di tempo (About Time), regia di Richard Curtis
  - Lo Hobbit - La desolazione di Smaug (The Hobbit: The Desolation of Smaug), regia di Peter Jackson
  - Il cacciatore di giganti (Jack the Giant Slayer), regia di Bryan Singer
  - Il grande e potente Oz (Oz the Great and Powerful), regia di Sam Raimi
  - I sogni segreti di Walter Mitty (The Secret Life of Walter Mitty), regia di Ben Stiller
- 2015[2]
  - Lo Hobbit - La battaglia delle cinque armate (The Hobbit: The Battle of the Five Armies), regia di Peter Jackson
  - Birdman, regia di Alejandro González Iñárritu
  - Grand Budapest Hotel (The Grand Budapest Hotel), regia di Wes Anderson
  - Into the Woods, regia di Rob Marshall
  - Maleficent, regia di Robert Stromberg
  - Paddington, regia di Paul King
- 2016[3]
  - Cenerentola (Cinderella), regia di Kenneth Branagh
  - Adaline - L'eterna giovinezza (The Age of Adaline), regia di Lee Toland Krieger
  - Baahubali: The Beginning, regia di S. S. Rajamouli
  - Piccoli brividi (Goosebumps), regia di Rob Letterman
  - Hunger Games: Il canto della rivolta - Parte 2 (The Hunger Games: Mockingjay - Part 2), regia di Francis Lawrence
  - Ted 2, regia di Seth MacFarlane
- 2017[4]
  - Il libro della giungla (The Jungle Book), regia di Jon Favreau
  - Il GGG - Il grande gigante gentile (The BFG), regia di Steven Spielberg
  - Animali fantastici e dove trovarli (Fantastic Beasts and Where to Find Them), regia di David Yates
  - Ghostbusters, regia di Paul Feig
  - Miss Peregrine - La casa dei ragazzi speciali (Miss Peregrine's Home for Peculiar Children), regia di Tim Burton
  - Sette minuti dopo la mezzanotte (A Monster Calls), regia di Juan Antonio Bayona
  - Il drago invisibile (Pete's Dragon), regia di David Lowery
- 2018[5]
  - La forma dell'acqua - The Shape of Water (The Shape of Water), regia di Guillermo del Toro
  - La bella e la bestia (Beauty and the Beast), regia di Bill Condon
  - Downsizing - Vivere alla grande (Downsizing), regia di Alexander Payne
  - Jumanji - Benvenuti nella giungla (Jumanji: Welcome to the Jungle), regia di Jake Kasdan
  - Kong: Skull Island, regia di Jordan Vogt-Roberts
  - Paddington 2, regia di Paul King
- 2019[6]
  - Toy Story 4, regia di Josh Cooley
  - Aladdin, regia di Guy Ritchie
  - Dumbo, regia di Tim Burton
  - Animali fantastici - I crimini di Grindelwald (Fantastic Beasts: The Crimes of Grindelwald), regia di David Yates
  - Godzilla II - King of the Monsters (Godzilla: King of the Monsters), regia di Michael Dougherty
  - Il ritorno di Mary Poppins (Mary Poppins Returns), regia di Rob Marshall
  - Yesterday, regia di Danny Boyle

### Anni 2020
- 2021[7][8]
  - C'era una volta a... Hollywood (Once Upon a Time in... Hollywood), regia di Quentin Tarantino
  - Bill & Ted Face the Music, regia di Dean Parisot
  - Jumanji: The Next Level, regia di Jake Kasdan
  - Il re leone (The Lion King), regia di Jon Favreau
  - Maleficent - Signora del male (Maleficent: Mistress of Evil), regia di Joachim Rønning
  - Sonic - Il film (Sonic the Hedgehog), regia di Jeff Fowler
  - Le streghe (The Witches), regia di Robert Zemeckis

- 2022
  - Everything Everywhere All at Once, regia di Dan Kwan e Daniel Scheinert
  - Crudelia (Cruella), regia di Craig Gillespie
  - Animali fantastici - I segreti di Silente (Fantastic Beasts: The Secrets of Dumbledore), regia di David Yates
  - Ghostbusters: Legacy (Ghostbusters: Afterlife), regia di Jason Reitman
  - Sir Gawain e il Cavaliere Verde (The Green Knight), regia di David Lowery
  - Il talento di Mr. C (The Unbearable Weight of Massive Talent), regia di Tom Gormican

- 2024
  - Indiana Jones e il quadrante del destino (Indiana Jones and the Dial of Destiny), regia di James Mangold
  - Barbie, regia di Greta Gerwig
  - Dungeons & Dragons - L'onore dei ladri (Dungeons & Dragons: Honor Among Thieves), regia di Jonathan Goldstein e John Francis Daley
  - La casa dei fantasmi (Haunted Mansion), regia di Justin Simien
  - La sirenetta (The Little Mermaid), regia di Rob Marshall